# Bianca Byington
Bianca Byington (sinh ngày 23 tháng 10 năm 1966) là một nữ diễn viên người Brazil.

## Tiểu sử
Năm mười một tuổi, Bianca Byington bắt đầu sự nghiệp với tư cách là thành viên của dàn hợp xướng, dàn dựng đầu tiên của vở nhạc kịch The Acrobats, Chico Buarque. Năm mười ba tuổi, Bianca Byington đã quay bộ phim truyện Tormenta, Umberto Molo và hai năm sau đó chia sẻ Kikito cho nữ diễn viên phụ xuất sắc nhất Carla Camurati và Ruthinéia de Moraes, Festival de Gramado.
Cùng thời gian đó, Bianca Byington giành được danh hiệu nàng thơ mùa hè Rio và đóng vai chính trong bộ phim Garota Dourada, Antônio Calmon, người trở lại làm việc vài năm sau đó, trong các sản phẩm như Corpo Dourado và O Beijo do Vampiro, được hiển thị bởi Rede Globo vào năm 1998 và 2002, tương ứng.
Năm 1986, Bianca Byington ra mắt truyền hình, dưới bàn tay của đạo diễn Roberto Talma, bộ phim ngắn Anos Dourados của Gilberto Braga, được hiển thị bởi Rede Globo, nơi cô sống và nhân vật Marina, một trong những người bạn thân nhất của nhân vật chính Maria de Lourdes, do nữ diễn viên Malu Mader đóng. Ngay cả trên truyền hình, Bianca Byington đóng những nhân vật khó quên như Téia của Perigosas Peruas (1992), và Gertrudes de Sá trong A Padroeira (2001). Năm 2004, sinh ra Maria da Encarnação Junqueira, một phụ nữ không an toàn trong vở opera xà phòng Como uma Onda, Walter Negrão.
Vào năm 2006, khi trở về từ Bồ Đào Nha, nơi Bianca Byington được mời làm đạo diễn phim Jose Fonseca e Costa, bộ phim Viúva Rica Solteira Não Fica, Byington được Carlos Lombardi mời tham gia, tác giả của Perigosas Peruas, người cũng đã từng làm việc tại Quatro por Quatro (1994), để làm một vai khách mời trong vở opera Bang Bang, nơi cô đóng vai góa phụ Jones.